# Pasar Huta Bargot
Pasar Huta Bargot is een bestuurslaag in het regentschap Mandailing Natal van de provincie Noord-Sumatra, Indonesië. Pasar Huta Bargot telt 475 inwoners (volkstelling 2010).